# チャールズ・アイヴズ

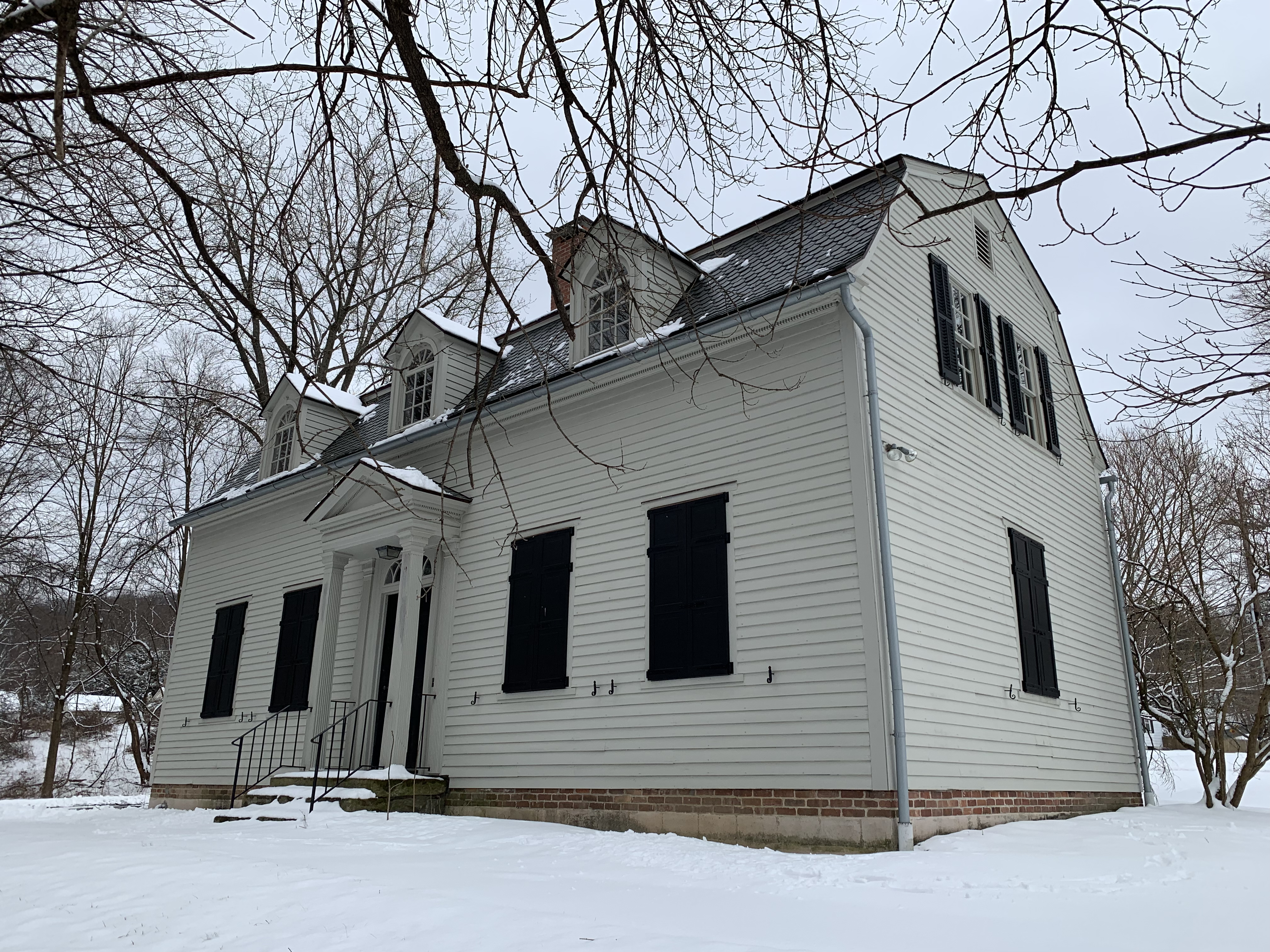
アイヴスの生家（コネチカット州　ダンベリー）

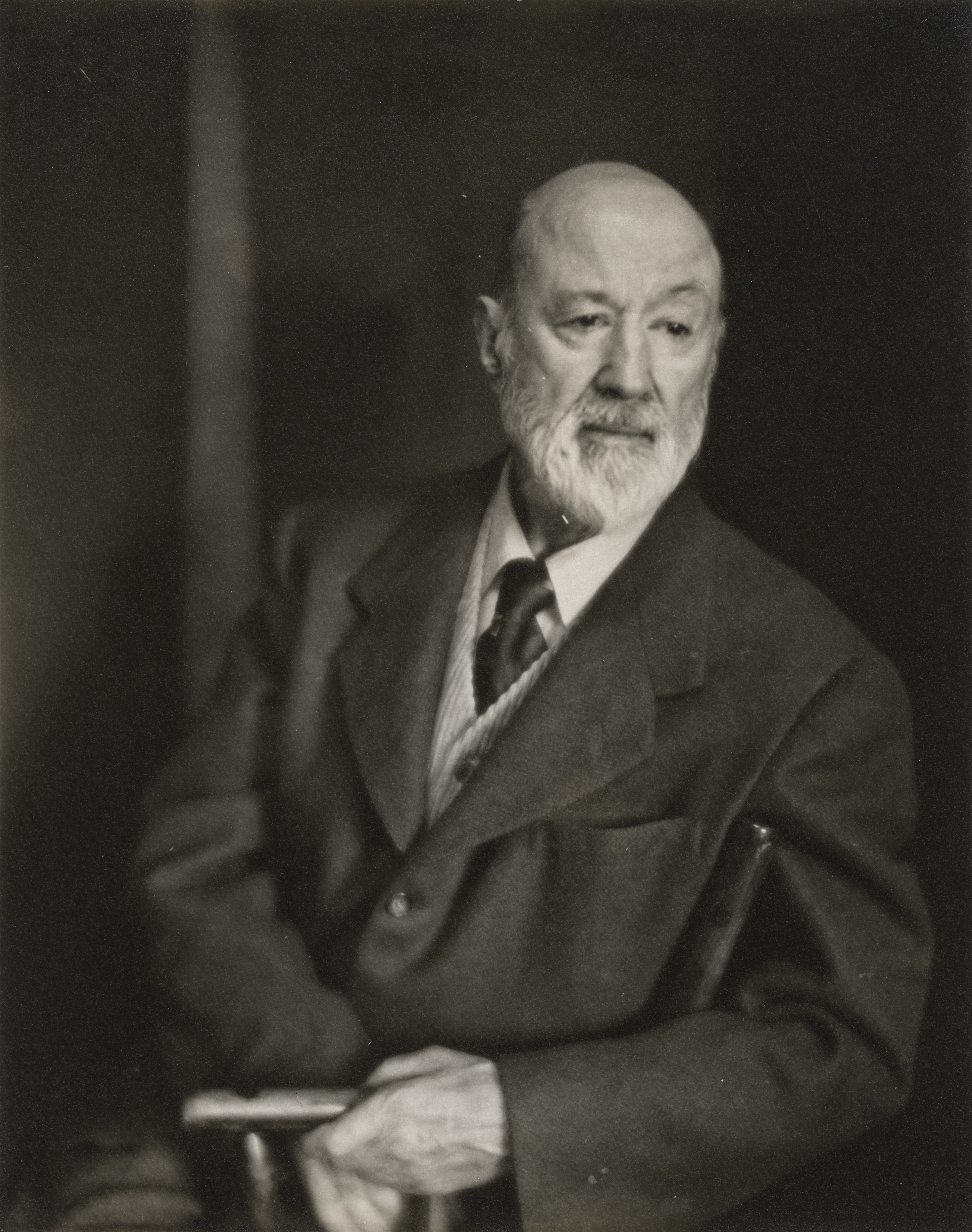
晩年のアイヴス（1947年頃）

チャールズ・エドワード・アイヴズ（Charles Edward Ives、1874年10月20日 コネチカット州ダンベリー - 1954年5月19日 ニューヨーク市）は、アメリカ合衆国の作曲家。アメリカ現代音楽の開拓者として認知されている。作品は存命中はほとんど無視され、長年演奏されなかった。現在では、アメリカ的な価値観のもとに創作を行なった独創的な作曲家と評価されており、録音もかなりの数が存在する。作品にはさまざまなアメリカの民俗音楽の要素が含まれている。

## 人物・来歴

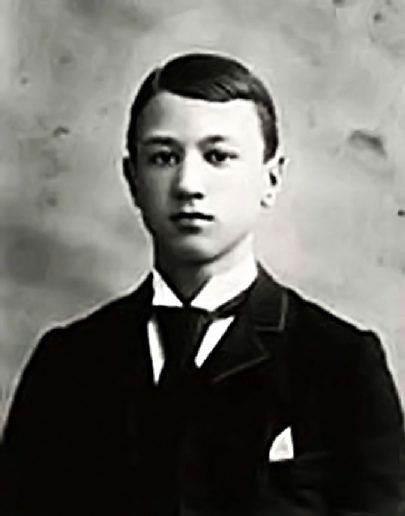
チャールズ・アイヴズ(1889年)

南北戦争時に軍楽隊でバンドマスターを務めた父親より、初期の音楽教育を受ける。後にイェール大学でホレイショ・パーカーに作曲を学び、在学中に交響曲第1番を創作する。卒業後に、自分の理想の音楽を追究しては生計が立たないとの見込みから、音楽以外の経歴を志した（「不協和音のために飢えるのはまっぴらご免だ」との名言がある）。1898年に、ニューヨーク州の保険会社ミューチュアル生命保険 (Mutual Life Insurance Company) に入社した後、ニューヨークの単身者用マンションに、他の男性数人と共に同居する。
1899年から1906年まで代理店チャールズ・H・レイモンド (Charles H. Raymond & Co.) に勤めるが、1907年に同社が倒産後、友人のジュリアン・マイリック (Julian W. Myrick) とともに自らの保険会社アイヴズ・アンド・マイリック (Ives & Myrick) を設立し、1930年に引退するまで副社長を務めた。余暇の合間に「趣味」で作曲を続け、結婚するまで、地元ダンベリーやニューヘイブン、ニュージャージー州ブルームフィールド、ニューヨーク市で教会オルガニストを務めた。
1908年にハーモニー・トウィッチェル（Harmony Twitchell）と結婚し、ニューヨークに自宅を構えた。保険業において目覚しい成功を収める傍ら、1918年に最初の心臓発作に悩まされるまでの間、交響曲、室内楽曲、ピアノ曲、歌曲などおびただしい量の創作を続けた。病後は作曲数が著しく減少し、1926年のヴァイオリン助奏付きの歌曲『日の出』 (Sunrise) が最後の作品となった。作風は少年期に親しんだ讃美歌、愛国歌、民謡などが基盤にあり、初めは後期ロマン派の影響を受けていたが、後に前衛的になり、シェーンベルク、ストラヴィンスキーやバルトーク、ミヨー、ハーバに先んじて、無調、ポリリズム、多調、微分音を実験的に導入している。米国初の前衛音楽の作曲家といえる。

## アイヴズ作品の受容
アイヴズは生前、その作品がほとんど無視され、その多くが長年にわたって演奏されずじまいだった。不協和音を実験し、しだいに多用していくアイヴズの傾向が、当時の音楽界の権威に好ましくないと受け取られたのである。主要な管弦楽曲におけるリズムの複雑さは演奏に当たって困難をともない、そのため、作曲から何十年以上も経ってさえ、アイヴズの管弦楽曲を演奏しようとする意欲が殺がれてきた。アイヴズの意見によると、音楽を評価するうえで忌まわしい言葉の一つが「素敵」 (nice) であり、「大人のように自分の耳を使え (Use your ears like man)」という有名なアイヴズ語録は、まるでアイヴズが自作の受容などどうでもよかったかのようである。ところが逆に、アイヴズは受けの良さを気にかけていた。
アイヴズの初期の支持者にヘンリー・カウエルやエリオット・カーター、グスタフ・マーラーなどがいる。アイヴズは、複雑な楽譜を出版する音楽雑誌社に融資し、およそ40年の間、ニコラス・スロニムスキーを指揮者とする演奏会を手配・後援した。
1940年代になるとアイヴズの知名度はやや上向きになり、彼の作品を愛し普及しようとしていたルー・ハリソンに出会う。とりわけ有名なのは、ハリソンが1946年に初演の指揮を執った交響曲第3番（1904年作曲）である。翌年、この作品はピューリッツァー賞に輝いた。しかしアイヴズは、「賞は坊やたちにくれてやるものだ。俺はもう大人だ」と言って賞金を分け与えた（半分をハリソンに渡した）。その後まもなくストコフスキーが、交響曲第4番を「アイヴズ問題の核心」と呼んで、これに取り組んだ。また1940年代には、CBS交響楽団の首席指揮者を務めたバーナード・ハーマンがアイヴズ作品の普及にとり組み、この間にアイヴズ作品の擁護者となった。
時が流れ、アイヴズはアメリカの独創的人物の一人と見なされるようになった。アイヴズは、芸術的な高潔さを認めたシェーンベルクや、ニューヨーク楽派の要人ウィリアム・シューマンによっても称賛された。現在では、指揮者のマイケル・ティルソン・トーマスならびに音楽学者のジャン・スワフォード (Jan Swafford) によって、熱心に支持されている。アイヴズ作品は、ヨーロッパでは定期的にプログラムに組まれている。
同時に、アイヴズは批判を招かずには済まなかった。その作品を、仰々しくて勿体ぶっていると感じる者は今なお多い。あるいはヨーロッパの伝統音楽の根源的な響きが、それでも現前としているというので、奇しくも、大胆さに欠けると見なす者たちもいる。ちなみに、かつての支持者エリオット・カーターは、アイヴズの作品を不完全であるといったことがあるが、これは芸術上の「父親殺し」の事例にすぎない。
この「不完全」という意味は、特にその矛盾に満ちたスコアに対して言われる。演奏不可能なパッセージや、2本や4本の管楽器を要求しておきながらそれ以上に音の重なった和音が書いてあったりするのが特徴であるが、アイヴズは実際の演奏行為というものを考えないで作曲したために、そうしたことが頻繁に起こっている。また交響曲第2番から第4番に見られるように、前後の関係のはっきりしない複数の版が存在する。アイヴズはその間違った音符の楽譜を「すべて正しい」として、校正しないで出版した。
素人的ともいえる、職業的作曲家として経済的に全く成り立たない、こうした非常に大胆な態度は、モートン・フェルドマンなどと同じく自分で別の会社を経営して成り立つ作曲行為であるが、アメリカの作曲界の革新性を一気に押し上げることに貢献している。

## 作品

### 交響曲

#### 番号付き
- 交響曲第1番 ニ短調（1896年 - 1898年）
- 交響曲第2番（1897年 - 1901年）
- 交響曲第3番『キャンプ・ミーティング』（The Camp Meeting, 1901年 - 1904年） - マーラーが注目したことでも有名。
  - 第1楽章「昔馴染みが集い」 (Old Folks Gatherin')
  - 第2楽章「子供の日」 (Children’s Day)
  - 第3楽章「聖餐式」 (Communion)
- 交響曲第4番（1910年 - 1916年）

#### 番号無し
- ホリデイ・シンフォニー『ニューイングランドの祝祭日』 (A Symphony: New England Holidays) 別名『祭日交響曲』
  - 第1曲「ワシントン誕生日 (Washington's Birthday) （1909年）
  - 第2曲「戦没将兵記念日」 (Decoration Day) （1912年）
  - 第3曲「独立記念日」 (Fourth of July) （1913年）
  - 第4曲「感謝祭」 (Thanksgiving and Forefathers' Day) （1904年）
- ユニヴァース・シンフォニー (Universe symphony) - 未完成の遺作、1911年から1916年に着手、没年まで創作、別名『宇宙交響曲』。
  - 「過去：渾沌から」「現在：地球と蒼穹」「未来：天国」の3部分からなる。ラリー・オースティンが補筆完成。

### 管弦楽組曲

#### オーケストラ・セット
- オーケストラ・セット第1番『ニューイングランドの3つの場所（英語版）』（1903年 - 1921年）
  - コネチカット州レディングのパットナム将軍の野営地 Putnam's Camp
  - ストックブリッジのフーサトニック河 The Housatonic at Stockbridge
  - ボストン広場のセント・ゴードンズ（ショウ大佐とその黒人連隊）Boston Common
- オーケストラ・セット第2番 （1912年 - 1915年）
  - われらの祖先への悲歌 An elegy to our forefathers
  - ロックストルーンの丘 The Rockstrewn Hills
  - ハノーヴァー広場北停車場から From Hanover Square North

#### セット
- セット第1番 Set No.1 （1907年 - 1911年）
  - スケルツォ：預言者 Scherzo: The See'r
  - 講話 A Lecture
  - 決壊した川（ニュー・リヴァー） The Ruined River [The New River]（1911年）
  - 病んだ鷲のように Like a Sick Eagle
  - カルシウム燈の夜 Calcium Light Night （1907年 - 1911年）
  - アレグレット・ソンブレオーソ（月が波の上に）Allegretto sombreoso ("When the Moon") （1907年 - 1908年）
  - イェール対プリンストンのフットボール・ゲーム Yale-Princeton Football Game
- セット第2番Set No.2
  - ラルゴ：インディアンたち Largo:: The Indians
  - 人殺しとハースト、最悪はどっち？ "Gyp the Blood" or HearstI! Which is Worst?!（1912年？）
  - アンダンテ：最後の読師 Andante: The Last Reader
- セット第3番 Set No. 3
  - アダージョ・ソステヌート「海にて」 Adagio sostenuto: At Sea （1912年？）
  - 運と労働 Luck and Work（1918年 - 1919年？）
  - 予感 Premonitions
- 劇場または室内オーケストラのためのセット Set for Theatre or Chamber Orchestra （1914年頃）
  - 檻の中 In the cage
  - 宿にて In the Inn
  - 夜に In the Night

### その他の管弦楽曲
- エマーソン序曲 （1907年）
- ロバート・ブラウニング序曲（1911年）
- 4つの調によるフーガ「輝く岸辺」Fugue in 4 keys on 'The Shining Shore'
- 室内オーケストラのための『宵闇のセントラル・パーク（英語版）』（1898年 - 1907年）
- 室内アンサンブルのための『答えのない質問（英語版）』（1908年）

### 室内楽曲
- 教会の尖塔と山脈からFrom the steeples and the mountains（1901年）
- 弦楽四重奏曲第1番『救世軍より』（英語版） （1896年）
- プレ弦楽四重奏曲第2番
- 弦楽四重奏曲第2番（英語版） （1907年 - 1913年）
- 弦楽四重奏のためのスケルツォ「屈することなく」(Scherzo: Holding Your Own （1903年 - 1914年）
- ヴァイオリン、クラリネット、ピアノのための緩徐楽章 Largo （1901年）
- ピアノ三重奏曲 （1909年 - 1910年、改訂1914年頃 - 1915年）
  - 第2楽章には副題“TSIAJ”が掲げられ、“This Scherzo Is A Joke”の意に解される[4]。
- プレ第1ヴァイオリンソナタ（1899年 - 1902年）
- ヴァイオリンソナタ第1番（1903年 - 1908年）
- ヴァイオリンソナタ第2番（1902年 - 1910年）
  - 秋に Autumn
  - 納屋にて In the Barn
  - 信仰復興伝道集会 The Revival
- ヴァイオリンソナタ第3番（1914年）
- ヴァイオリンソナタ第4番 「野外集会の子供の日」（1912年 - 1915年）

### 鍵盤楽曲
- 「アメリカ」の主題による変奏曲（オルガン曲、1891年）
- ピアノソナタ第1番（1902年 - 1909年）
- ピアノソナタ第2番『マサチューセッツ州コンコード、1840年〜60年』（コンコード・ソナタ） （1909年 - 1915年）
  - エマーソン（任意でヴィオラが参加）
  - ホーソーン
  - オールコット家の人々（『若草物語』の作者ルイーザ・メイ・オルコットとその父エイモス・ブロンソン・オルコットにちなんでいる）
  - ソロー（任意でフルートが参加、改訂版ではヴィオラも参加できる。）
- スリー・ページ・ソナタ（ピアノソナタ)（1905年）（自筆譜が3ページ。出版譜は10ページ前後ある。オプションで、ベルまたはチェレスタが加わる）
- 2台のピアノのための「四分音による3つの小品」Three Quarter Tone Piano Pieces （1923年 - 1924年）

### 歌曲
アイヴズは生涯にわたって歌曲を書いており、その数は約200曲に達する。その中にはドイツ語の詩によるものや、自作の詩によるものも含まれる。
- 『114の歌』（1922年までの歌曲をアイヴズ自身がまとめて私家版として出版したアンソロジー、1887年〜1921年作曲、1922年出版。）

この中の1曲『ゼイ・アー・ゼア！』（英語: They are there!、1917年作曲、初版のタイトルは『ヒー・イズ・ゼアー！』、1942年の改訂時に『ゼイ・アー・ゼア！』に改題）は、作曲者自作自演テープとクロノス・カルテットの二重録音によって比較的広く知られている。

#### 註記
アイヴズ作品は同一楽曲にしばしば別々の稿があり、作曲者の存命中に作品の多くがおおむね無視されてきたために、作曲年代を厳密に突き止めることはしばしば難しい。そのため上記の年代は、おおよその見当を示している。アイヴズが自作を、実際の創作年代よりわざと早くミスリードした可能性も指摘されている。

### 注
1. ↑  「素敵な妻と子供がいるのに、不協和音のために子供を飢えさせることができるものか」(If he has a nice wife and some nice children, how can he let the children starve on his disonances?) Magee, Gayle Sherwood (2008). Charles Ives Reconsidered. University of Illinois Press. p. 55.
2. ↑  Feder, Stuart (1999). The Life of Charles Ives. Cambridge University Press. p. 174. 旧作の改訂・集成を除いたこれ以降の作品としては、未完に終わった『ユニヴァース・シンフォニー』、黒人霊歌を編曲した1930年[1]または1929年[2]の歌曲『朝に』(英語: In the Mornin'）、1938年のピアノ演奏を録音した『3つの即興』[3]といったものがある。
3. ↑  カール・ラッグルズの作品に抗議した聴衆に向かい言い放ったと、本人が語ったもの。Feder (1999) p. 170.

## 関連文献
- Block, Geoffrey (1988). Charles Ives: a bio-bibliography. New York: Greenwood Press. ISBN 0-313-25404-4.
- Budiansky, Stephen (2014). Mad Music: Charles Ives, the Nostalgic Rebel. Lebanon, NH: University Press of New England. ISBN 978-1-61168-399-8.
- Burkholder, J. Peter (1995). All Made of Tunes: Charles Ives and the Uses of Musical Borrowing. New Haven, CT: Yale University Press. ISBN 0-300-05642-7.
- Burkholder, J. Peter (1996). Charles Ives and His World. Princeton, NJ: Princeton University Press. ISBN 0-691-01164-8.
- Cooper, Jack (1999). Three sketches for jazz orchestra inspired by Charles Ives songs (Thesis). University of Texas at Austin: UMI Publishing. OCLC 44537553.
- Cowell, Henry; Cowell, Sidney (1955). Charles Ives and His Music. Oxford: Oxford University Press. OCLC 56865028.
- Herzfeld, Gregor (2007). Zeit als Prozess und Epiphanie in der experimentellen amerikanischen Musik. Charles Ives bis La Monte Young. Stuttgart: Franz Steiner Verlag. ISBN 978-3-515-09033-9.
- Hitchcock, H. Wiley, ed. (2004). Charles Ives: 129 Songs. Music of the United States of America (MUSA) vol. 12. Madison, Wisconsin: A-R Editions.
- Johnson, Timothy (2004). Baseball and the Music of Charles Ives: A Proving Ground. Maryland: The Scarecrow Press. ISBN 0-8108-4999-2.
- Kirkpatrick, John (1973). Charles E. Ives: Memos. London: Calder & Boyars. ISBN 0-7145-0953-1.
- Perlis, Vivian (1974). Charles Ives Remembered: an Oral History. New York: Da Capo Press. ISBN 0-306-80576-6.
- Sinclair, James B. (1999). A Descriptive Catalogue of the Music of Charles Ives. New Haven, CT: Yale University Press. ISBN 0-300-07601-0.
- Sive, Helen R. (1977). Music's Connecticut Yankee: An Introduction to the Life and Music of Charles Ives. New York: Atheneum. ISBN 0-689-30561-3.
- Swafford, Jan (1996). Charles Ives: A Life with Music The Enjoyment of Music: An Introduction to Perceptive Listening. New York: W. W. Norton. ISBN 0-393-03893-9.
- Woolridge, David (1974). From the Steeples and Mountains: A Study of Charles Ives. New York: Alfred A. Knopf. ISBN 0-394-48110-0.